# Theo Thijssenmonument
Het Theo Thijssenmonument is een artistiek kunstwerk in Amsterdam-Oost.
Schrijver Theo Thijssen werd op 28 december 1943 begraven op De Nieuwe Ooster. Hij woonde de laatste jaren van zijn leven aan de nabijgelegen Bredeweg in de Watergraafsmeer. Thijssen werd begraven in een huurgraf, dat beperkte grafrechten kent. Na twaalf jaar waren die verstreken en in 1955 werd het graf dan ook geruimd. In de loop der jaren had De Nieuwe Ooster enigszins spijt van deze ruiming, toen jaren later Theo Thijssen een blijver bleek in literair Nederland. De directrice verzocht vervolgens (21e eeuw) aan kunstenaar Jan Wolkers een monument te maken ter nagedachtenis aan Theo Thijssen. Anders dan andere grafmonumenten op De Nieuwe Ooster is hier dus alleen sprake van een monument; de stoffelijke resten zijn niet aanwezig. Burgemeester Job Cohen onthulde het beeld op 16 juni 2005 (16 juni is de geboortedag van Thijssen). Het beeld stond toen op een plek, waar De Nieuwe Ooster nog geen graf had gelegd.
Jan Wolkers gaf met zijn beeld een weergave van het werk van Thijssen weer. Blauwe vogels vliegen naar de eeuwigheid.
Van het ontwerp liet Jan Wolkers 250 litho’s maken van 42 bij 29,5 centimeter.
Twee jaar later werd Jan Wolkers gecremeerd in de aula van De Nieuwe Ooster.